# Đông Đô (xã)
Đông Đô là một xã của huyện Hưng Hà, tỉnh Thái Bình, Việt Nam.

## Thông tin địa lý
Đông Đô giáp các xã Bắc Sơn ở phía Đông và Đông Bắc, xã Văn Cẩm ở phía Tây Bắc, xã Tây Đô ở phía Tây Nam (các xã này đều cùng huyện Hưng Hà. Góc phía Đông Nam, Đông Đô giáp với xã An Châu của huyện Đông Hưng tỉnh Thái Bình.
Đông Đô gồm các thôn làng Đô Kỳ (Đông Đô Kỳ, Hữu Đô Kỳ), Đồng Phú, Mậu Lâm, Chí Linh (tức làng Sành),... Vào đầu thế kỷ 19, các làng này là các xã thời cổ, thuộc tổng Ỷ Đốn huyện Thần Khê phủ Tiên Hưng trấn Sơn Nam Hạ. Đến cuối thế kỷ 19, biến động địa giới khi thành lập tỉnh Thái Bình, các làng xã này đều thuộc tổng Đô Kỳ phủ Tiên Hưng tỉnh Thái Bình.